# Hans Fricker
Hans Fricker (né le 21 février 1879 à Aarau et décédé le 4 décembre 1956 au même lieu; originaire de Frick et Aarau) était un homme politique suisse (PDC) et juge. De 1922 à 1933, il représente le canton d'Argovie au Conseil national, puis au Conseil des Etats jusqu'en 1955.

## Biographie
Le fils du facteur Johann Fricker fréquente l'école et le lycée d'Aarau. Il a ensuite étudié le droit aux universités de Berlin, Munich et Berne. En 1903, il obtient une licence et obtient un brevet d'avocat. Après un bref passage chez Gottfried Keller, il ouvre sa propre entreprise à Stein. Mais dès 1905, il est élu président du tribunal de district de Laufenburg. En 1930, il est membre du Tribunal cantonal d'Argovie, poste qu'il occupe jusqu'en 1949 (de 1941 à 1943 en tant que président).
La carrière politique de Fricker commence en 1909 avec son élection au Grand Conseil. Il en est membre jusqu'en 1930 et le préside en 1917/18. En 1924, il prend la présidence du Parti démocrate-chrétien du canton d'Argovie, qu'il occupe jusqu'en 1951. En 1925, il est élu au Conseil national. En 1929, il se présente à l'élection du gouvernement cantonal, mais est défait au second tour de scrutin par le candidat du Parti des paysans, artisans et bourgeois (PAB), Fritz Zaugg. Fricker, pour sa part, remporte les élections au Conseil des Etats en 1933, battant le socialiste Karl Killer. Il est ainsi le premier représentant argovien démocrate-chrétien au Conseil des Etats.
Fricker reste au Conseil des Etats jusqu'en 1955, qu'il préside en 1941/42. Dans les Conseils, il n'attire pas l'attention par ses discours, mais par son travail détaillé dans de nombreuses commissions et par des négociations extra-parlementaires. Il préside notamment les commissions des chemins de fer, des finances, de l'armée et de la politique étrangère. En mettant l'accent sur une politique axée sur le consensus, il s'est également fait apprécier dans d'autres partis.